# Bundesgymnasium und Bundesrealgymnasium Stainach
Das Bundesgymnasium und Bundesrealgymnasium Stainach ist eine allgemeinbildende höhere Schule in der Ortschaft Stainach in der Gemeinde Stainach-Pürgg im Bezirk Liezen in der Steiermark.

## Geschichte
Die Schule wurde 1952 gegründet und damals in zentraler Stelle des Ennstals gebaut. Am Dach des Gebäudes wurde 2001 ein Zubau aus Holz geschaffen, der vom Architekten Alfred Bramberger entworfen wurde. 2019 erfolgte der Abbruch der alten Schulwartwohnung und 2020 der Zubau für die Nachmittagsbetreuung.

## Bildungsangebote
Auf der Webseite der Schule heißt es:

„Das BG und BRG Stainach als allgemein bildende höhere Schule ist vorrangig darum bemüht, die SchülerInnen in einer 8jährigen Laufbahn auf eine weitere Ausbildung im tertiären Bildungsbereich (Universität, Fachhochschule, Kolleg) vorzubereiten, sowie in der Unterstufe eine umfassende Grundbildung zu vermitteln.“

Das Gymnasium mit dem sprachlichen Schwerpunkt erlaubt entweder eine Orientierung an lebenden Fremdsprachen (Englisch verpflichtend, dazu Wahlpflichtfächer Französisch, Italienisch oder Russisch) oder an der klassischen Sprache Latein. Im Neusprachlichen wie im Humanistischen Zweig sind Auslandsaufenthalte (Schüleraustausch, Projektwochen) wesentlicher Bestandteil des Lernens.
Das naturwissenschaftlich-mathematisch ausgerichtete Realgymnasium weist einen höheren Wert an Unterrichtsstunden in den Fächern Mathematik, Biologie, Chemie und Physik auf. Außerdem wird in der 7. und 8. Klasse der Pflichtgegenstand Darstellende Geometrie unterrichtet.

## Bekannte Schüler (Auswahl)
- Catalina Molina (Absolventin der Unterstufe, danach HTBLVA Graz-Ortweinschule), Filmregisseurin und Drehbuchautorin
- Corinna Scharzenberger (Absolventin), Politikerin (ÖVP)[5]
- Bernt Koschuh (Absolvent), Journalist[6]
- Hans Sünkel (Absolvent), u. a. ehem. Rektor der Technischen Universität Graz[1]

## Leitung
- 1990–2002 Reinhard Hurtak[7]
- 2002–2012 Maria Haindl[8]
- seit 2012 Ulrike Pieslinger[9]